# Maserati 2.24 v
Der Maserati 2.24 v ist ein zweitüriger Sportwagen des italienischen Automobilherstellers Maserati, das von 1988 bis 1992 angeboten wurde. Er gehört aus technischer und stilistischer Sicht zur Biturbo-Baureihe und ergänzte als besonders leistungsstarkes Modell das Coupé 222. Wesentliches Unterscheidungsmerkmal war der neu entwickelte Motor des 2.24 v mit Vierventilzylinderkopf während der 222 nur drei Ventile pro Zylinder hatte. Sowohl der 222 als auch der 2.24 v waren dem italienischen Markt vorbehalten. Das mit einem größeren Vierventilmotor ausgestattete Exportmodell hieß 222 4v.

## Entstehungsgeschichte
Der Maserati 2.24 v ist konzeptionell auf den 1981 vorgestellten Biturbo zurückzuführen. Mit dem Biturbo wollte der argentinische Unternehmer Alejandro De Tomaso, seit 1975 Eigentümer des Unternehmens, den traditionsreichen Sportwagenhersteller im Bereich der Serienproduzenten etablieren. Bis dahin hatte unter anderem die italienische Steuergesetzgebung einer größeren Verbreitung der Maserati-Modelle entgegengestanden, die Automobile mit einem Hubraum von 2000 cm³ und mehr mit einer Umsatzsteuer von 38 Prozent belegte, während Fahrzeuge mit geringerem Hubraum lediglich mit 19 Prozent besteuert wurden. Mit dem Biturbo umging Maserati dieses Problem, indem das Auto einen knapp 2,0 Liter großen Sechszylindermotor erhielt, der zur Leistungssteigerung mit zwei Turboladern ausgestattet war. 
Auf der Grundlage dieser Basisversion entwickelte Maserati in den folgenden Jahren eine weit gefächerte Modellpalette, zu der ein umfangreiches Angebot an Motorvarianten gehörte. Generell dabei zwischen der 2,0 Liter großen Motorversion für den italienischen Markt und den größeren Exportversionen mit 2,5 bzw. 2,8 Litern Hubraum zu unterscheiden, die ab 1983 bzw. 1987 lieferbar waren. Zum regulären, 180 PS starken Biturbo mit 2,0-Liter-Motor, der mit einem Registervergaserund drei Ventilen pro Zylinder ausgestattet war, kam 1983 die Sportversion Biturbo S, mit  höher verdichtendem Motor und 205 PS. 1986 stellte Maserati den Motor auf eine Benzineinspritzung um; die Modelle hießen nun Biturbo i (188 PS) und – in der Sportversion – Biturbo Si (220 PS). Zum Modelljahr 1988 stellte Maserati die Produktion des ursprünglichen Biturbo ein. An seine Stelle trat der äußerlich und technisch sehr ähnliche Maserati 222, der den leistungsstarken Einspritzmotor des bisherigen Biturbo Si als Standardmotor übernahm. Er hatte weiterhin drei Ventile pro Zylinder.

## Positionierung im Programm der Marke
Im Herbst 1988 präsentierte Maserati eine Vierventilversion des 2,0 Liter großen Sechszylindermotors. Das Modell erhielt die Bezeichnung 2.24 v, die auf die Gesamtzahl von 24 Ventilen hinweisen sollte. Der 2.24 v trat auf dem italienischen Markt neben den regulären 222 und fungierte als dessen sportlichere Variante. Insofern nahm der 2.24 v die Rolle des bisherigen Biturbo Si ein. Ab 1990 gab es den Vierventilmotor auch in einer Limousine. Das viertürige Parallelmodell zum 2.24 v hieß Maserati 4.24 v. Auf der Basis des 2.24 v entstand 1991 das nochmals sportlichere Modell Maserati Racing, dessen 2,0-Liter-Motor 279 PS leistete.
Vom 2.24 v ist der Maserati 222 4v zu unterscheiden. Beim 222 4v handelt es sich um das zweitürige Exportmodell, das mit einem 2,8 Liter großen Sechszylindermotor mit Vierventilköpfen ausgerüstet ist. Der 222 4v ergänzte als leistungsstärkere Version den 222 E, der mit der herkömmlichen Dreiventilversion des Exportmotors ausgestattet war.

## Modellbeschreibung

### Karosserie

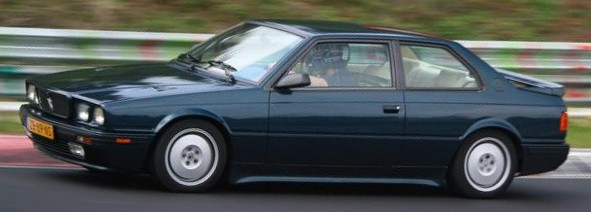
Coupé-Karosserie mit dunkel eloxierten Zierteilen: Maserati 2.24 v

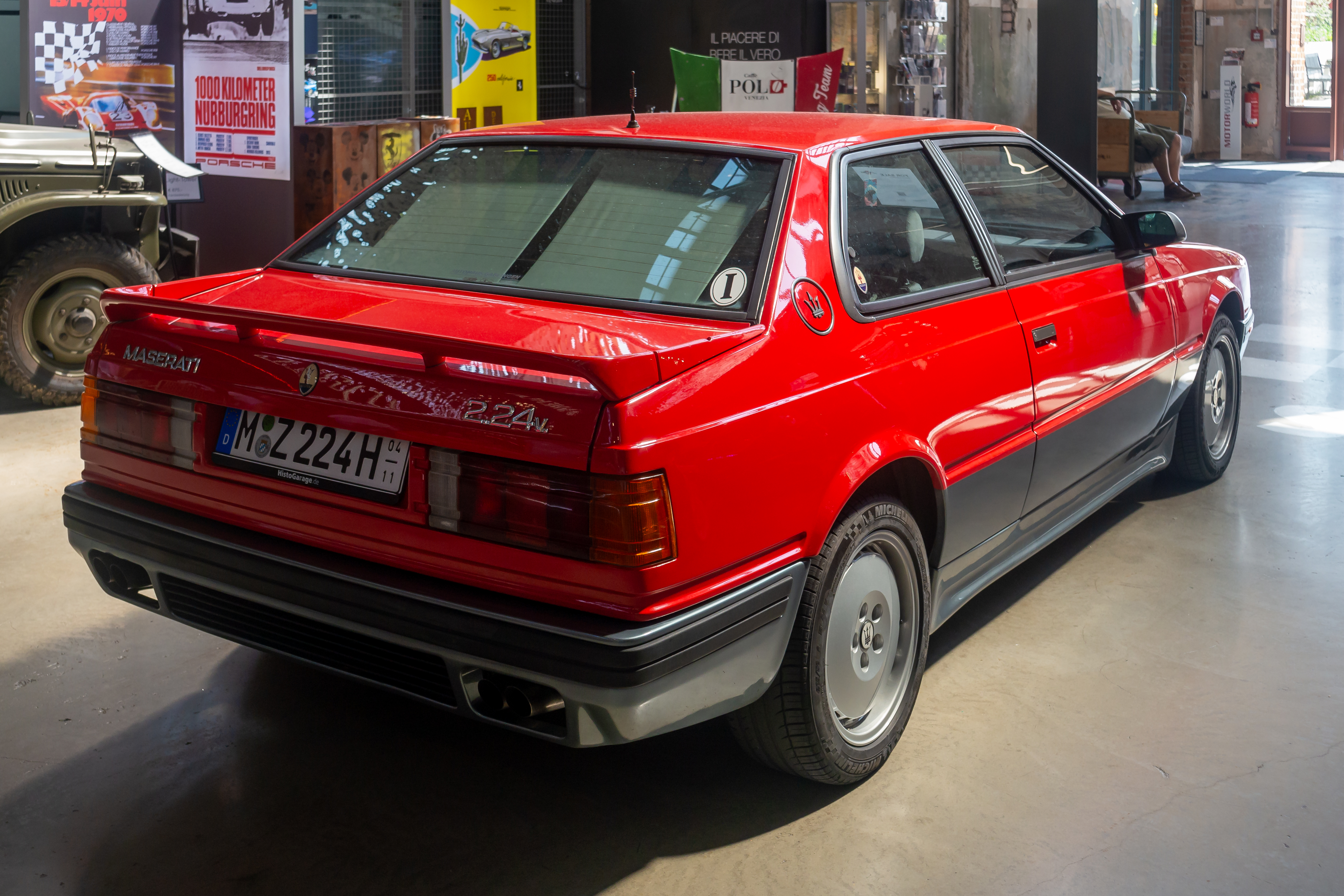
Heckansicht des 2.24 v

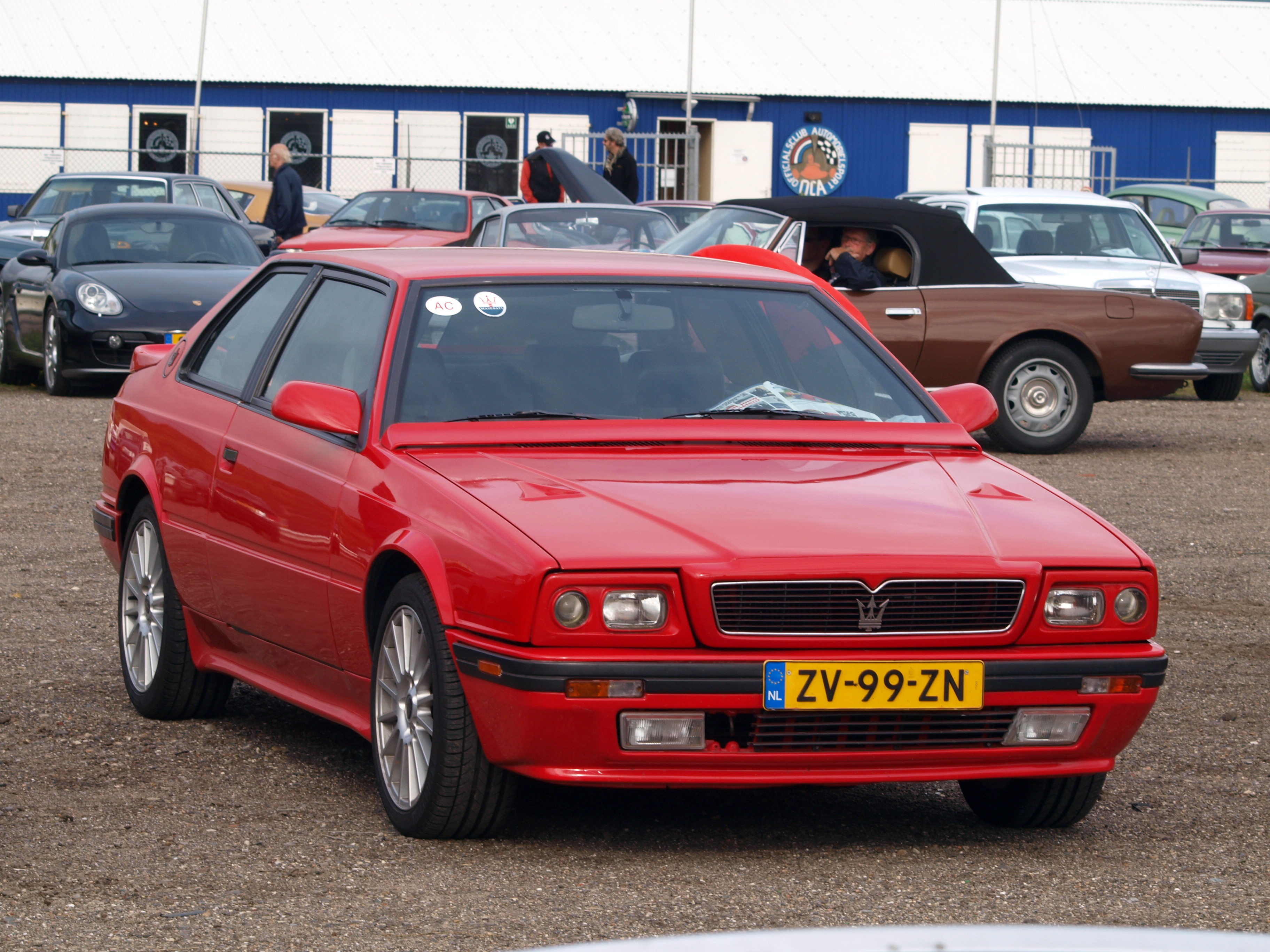
Äußerlich ab 1991 mit dem 2.24 v identisch: Maserati 222 SR

Der Maserati 2.24 v war ein zweitüriges Coupé mit Stufenheckaufbau. Die selbsttragend ausgelegte Karosserie entsprach stilistisch und in der Struktur der des leistungsschwächeren Coupés 222, das seinerseits eine Weiterentwicklung des zweitürigen Biturbo von 1981 war. Für die Einführung des 222 hatte Marcello Gandini die ursprünglich von Pierangelo Andreani entworfene Karosserie geringfügig überarbeitet. Im Vergleich zur Urversion des Biturbo war die Frontpartie nun etwas runder gestaltet, und die Kühlermaske war kleiner als beim Vorgänger. Auf dem Kofferraumdeckel befand sich serienmäßig ein Heckflügel. Die Modifikationen betrafen den 222 und den 2.24 v. gleichermaßen. Die Karosserie des 2.24 v hatte, abweichend vom 222, einige zusätzliche Details, die den Wagen sportlicher erscheinen lassen sollten. Wie schon beim bisherigen Biturbo Si, war die Karosserie zweifarbig lackiert. Der untere Teil der Wagenflanken war regelmäßig schwarz gefärbt, für den oberen Teil des Aufbaus war nur eine begrenzte Farbpalette erhältlich. Zierteile, die beim 222 verchromt waren, waren beim 2.24 v schwarz eloxiert. Das betraf die Kühlermaske und die seitlichen Zierleisten. Einige andere Maserati-Modelle übernahmen die äußerlichen Besonderheiten des 2.24 v; das gilt insbesondere für den schwächer motorisierten Maserati 222 SE.
1991 überarbeitete Maserati den Typ stilistisch und benannte ihn in 2.24 v II um. Dazu übernahm der Hersteller die Frontmaske des Maserati Shamal mit vorderen Leuchteinheiten, die aus eckigen und runden Elementen kombiniert waren. Hinzu kam ein Windabweiser am unteren Ende der Windschutzscheibe, die die Scheibenwischer überdeckte. Die zweifarbige Lackierung entfiel. Sämtliche Zusatzkomponenten wie Spoiler und Schürzen, aber auch die Kühlermaske waren nun in Wagenfarbe lackiert. Maserati übertrug diese Karosseriegestaltung auf die anders motorisierten Modelle 222 SR und 222 4v.

### Motor und Antrieb
Die Vierventil-Variante des 2,0-Liter-Motors (Tipo AM 475) hatte einen neu konstruierten Zylinderkopf. Jede Zylinderreihe hatte jetzt zwei obenliegende Nockenwellen. Die Nockenwellen auf der Auslassseite trieben über Steuerketten die Nockenwellen auf der Einlassseite an. Der Motor war mit 7,6:1 geringfügig niedriger verdichtet als der Dreiventiler im 222 (7,8:1). Die Motorleistung erhöhte sich von 220 PS beim regulären Maserati 222 auf 245 PS, die bei 6250 Umdrehungen pro Minute anfielen. Die Höchstgeschwindigkeit lag damit bei mehr als 230 km/h. Das Auto war in den letzten Jahren auch mit einem Katalysator erhältlich; die Leistung betrug dann 240 PS.
Die Kraftübertragung übernahm zunächst, wie bei den anderen Maserati-Modellen auch, ein handgeschaltetes Fünfganggetriebe von ZF. Mit der Überarbeitung zum Modelljahr 1991 wechselte Maserati zu einem Fünfganggetriebe von Getrag, das zuvor bereits beim Modell Racing eingeführt worden war.

### Fahrwerk
Der 2.24 v erhielt ein überarbeitetes Fahrwerk. Die von Koni gelieferten Stoßdämpfer waren vom Innenraum aus verstellbar; der Fahrer konnte zwischen vier vorgegebenen Einstellungen wählen.

## Produktion
Der 2.24 v wurde von 1988 bis 1993 produziert. Die Fertigung lief mit der Einführung des neuen Ghibli aus. In dieser Zeit entstanden 1147 Fahrzeuge, 254 davon als 2.24 v II.